# واپس‌رانی تمایلات جنسی
واپس‌رانی تمایلات جنسی حالتی است که در آن فرد از تجربه تمایلات جنسی محروم می‌شود. واپس‌رانی تمایلات جنسی اغلب با احساس گناه یا شرم ناشی از تکانه‌های جنسی همراه است. واپس‌رانی تمایلات جنسی یک مقوله کاملاً انتزاعی بوده و چگونگی آن در میان فرهنگ‌ها و نظام‌های اعتقادی متفاوت است. بیش‌تر ادیان متهمند که آموزه‌هایشان سبب ایجاد واپس‌رانی تمایلات جنسی می‌شود.
در برخی نظام‌های اعتقادی، تنها بخشی از تمایلات جنسی، مثلاً همجنس‌گرایی واپس رانده می‌شوند. در برخی فرهنگ‌ها برای از میان بردن یا کمینه کاهش میل و لذت جنسی به کارهایی نظیر ختنه کردن مردان و زنان  یا کارهای خشن‌تر چون بریدن آلت زنانه، قتل ناموسی و سنگسار روی آورده و از این راه سعی در کنترل رفتارهای مرتبط با آمیزش جنسی در انسان را دارند.

## تاریخچه
زیگموند فروید برای نخستین بار این واژه را به طور گسترده‌ای به‌کار برد؛ با این اعتقاد که واپس‌رانی میل جنسی باعث و بانی مشکلات افراد در جهان غرب شده است. وی معتقد بود کشش قوی و طبیعی افراد نسبت به امیال جنسی توسط جامعه سرکوب می‌شود تا بتوانند با محدودیت‌هایی که زندگی متمدنانه برایشان ایجاد می‌کند، کنار بیایند. اما باورهای وی در این زمینه مورد انتقاد واقع شده است. طبق نظر برنارد آپفربام، درمانگر جنسی، اتفاقاً فروید نظریه‌اش را بر پایه قدرت امیال جنسی و طبیعی بشر پایه نگذاشت؛ بلکه وی بر ضعف این امیال تکیه کرد.

## در ادیان
بیش‌تر شاخته‌های دین مسیحیت با همجنس‌گرایی مخالفند.
در بیش‌تر شاخه‌های اسلام نیز تمایلات جنسی به شدت منع شده و از پیروان خواسته می‌شود تا پیش از ازدواج باکره بمانند و زنا که عملی ممنوع هم هست را مرتکب نشوند. همچنین زنان و مردان پیرو اسلام بایستی از گونه ویژه‌ای لباس پوشیدن تبعیت کنند (گاهی تنها در هنگام خواندن نماز).

## قوانین
در برخی کشورها قوانینی ضد سکس خارج از ازدواج وجود دارد. از آن جمله در عربستان سعودی، پاکستان، افغانستان، ایران، کویت، مالدیو، مراکش، عمان، موریتانی، امارات متحده عربی، سودان و یمن هر شکل از رابطه جنسی خارج از ازدواج غیرقانونی است.

## ازدواج
ازدواج را وسیله‌ای برای کنترل امیال جنسی می‌دانند. برخی گونه‌های ازدواج نظیر ازدواج کودکان برای کنترل تمایلات جنسی دختران به کار گرفته می‌شوند؛ به این صورت که از این راه اطمینان حاصل می‌شود که دختر دارای چندین شریک جنسی نبوده و در نتیجه باکرگی‌اش برای شوهر آینده حفظ می‌شود. طبق گزارش بی‌بی‌سی ورلد سرویس:
در برخی موارد، پدر و مادر رضایتمندانه دختران جوان خود را شوهر می‌دهند تا درآمد خانوار را افزایش داده و دختر را از رابطه جنسی ناخواسته یا حتی بی‌بندوباری محافظت کنند.

## بریدن آلت زنانه
بریدن آلت زنانه (FGM) که از آن با عنوان ختنه زنان نیز یاد می‌گردد، «به معنای بریدن بخش یا تمام آلت جنسی زنان یا آسیب رساندن به آن بدون هیچ‌گونه دلیل پزشکی است».
این سنت در ۲۷ کشور آفریقایی، کردستان عراق، یمن و اندونزی انجام می‌شود که حاصل آن بیش از ۱۲۵ میلیون دختر و زن ختنه شده در جهان است.
این کار نه تنها هیچ‌گونه منفعت پزشکی نداشته، بلکه فرد را دچار آسیب‌های جسمی و روحی فراوانی می‌کند که مشکلات زایمان تنها بخشی از آن‌ها هستند.
بریدن آلت زنانه به عنوان روشی برای مهار تمایلات جنسی زنان به‌کار گرفته می‌شود. طبق گزارش سازمان بهداشت جهانی (WHO):
انگیزه ختنه کردن زنان، تشویق آن‌ها به انجام آنچه آن را رفتار جنسی مناسب می‌دانند، است که برای حفظ باکرگی دختر پیش از ازدواج و وفاداری وی به شوهر پس از آن صورت می‌گیرد. در برخی کشورها باور بر این است که ختنه زنان باعث کاهش شهوت جنسی آنان شده و در نتیجه به آنان کمک می‌کند تا با «رفتارهای جنسی نامناسب» مقابله کنند.

## ختنه مردان
ختنه مردها به عنوان روشی برای سرکوب جنسی در برخی از فرهنگ‌ها انجام می گیرد، اگرچه ممکن است ختنه مردان به دلایل دیگری هم انجام صورت بگیرد به عنوان مثال  سازمان بهداشت جهانی ختنه مردان را به عنوان راهی جهت برای کاهش احتمال ابتلا به ویروس ایدز معرفی کرده است.
ختنه کردن( بریدن قسمتی از آلت تناسلی) مردها، در ادیان یهودیت و اسلام بصورت یک سنت است. یهودیان قرون وسطی بر این عقیده بودند که دلیل اصلی ختنه مردان، تمایل به کاهش رابطه جنسی و ضعف شهوت در مردان است، به طوری که فعالیت های جنسی آنان تقلیل یابد و اندام های جنسی تا حد ممکن تحریک‌پذیر نباشند.

## قتل ناموسی
قتل ناموسی به معنای کشتن یکی از اعضای خانواده یا گروه اجتماعی توسط دیگر اعضا به جهت این باور است که آن عضو باعث شرم و ننگ اعضای دیگر از راه مثلاً مخالفت آن عضو با ازدواج سنتی، بودن در رابطه‌ای که دیگر اعضا آن را مناسب نمی‌دانند، داشتن رابطه خارج از ازدواج، قربانی تجاوز جنسی شدن، لباس پوشیدن به گونه‌ای که دیگر اعضا آن را مناسب نمی‌دانند یا درگیر شدن در روابط جنسی همجنس‌گرایانه شده است. طبق گزارش گروه نخبگانه سازمان ملل متحد در رابطه با نحوه مناسب قانون‌گذاری برای مقابله با سنت‌های زن‌ستیزانه:
آن‌ها (قتل‌های ناموسی) از این باور عمیق اجتماعی ریشه می‌گیرند که مردان خانواده، که در برخی موارد حتی مادران و دیگر اعضای زن خانواده در روند قتل‌های ناموسی شریک بوده‌اند، می‌بایست رفتارهای جنسی زنان خانواده را مهار کرده و از آنان محافظت کنند و این حق را دارند که برای پاک کردن ننگی که این گونه رفتارها برای خانواده به وجود می‌آورند، زنان مرتکب شده را به شدت کنترل کرده یا حتی بشکند. گاهی حتی شایعه نادرست انجام چنین رفتارهایی ممکن است باعث به قتل رسیدن زن قربانی شود.

## رابطه جنسی با همجنس
در فرهنگ‌های گوناگون تلاش شده تا به گونه‌ای رفتارها و تمایلات جنسی همجنس‌گرایانه واپس رانده و کنترل شوند. تا سال ۲۰۱۴، جزای روابط جنسی همجنس‌گرایانه در بیش از ۷۰ کشور دنیا زندانی شدن است و در ۵ کشور دیگر و بخش‌هایی از ۲ کشور دیگر همجنس‌گرایان را اعدام می‌کنند. گذشته از مجازات قانونی، دگرباشان ممکن است از سوی اجتماع مورد انگ‌زنی و خشونت‌های جدی واقع شوند.

## پژوهش‌ها
برخی پژوهش‌گران بر این نظرند که رابطه‌ای میان واپس‌رانی تمایلات جنسی و تجاوز جنسی وجود دارد. اما آنان هیچ‌گونه دلیلی که این رابطه را ثابت کند، نیافته‌اند. مشخص نیست که این عدم توانای اثبات نظریه از قابل اندازه‌گیری نبودن واپس‌رانی جنسی ریشه می‌گیرد یا اینکه اصلاً خود نظریه از ریشه نادرست است.
واپس‌رانی جنسی در فمینیسم همواره یک موضوع مهم به حساب می‌آمده است. البته باید گفت که باورهای فمنیستی پیرامون جنسیت بسیار با هم متفاوت است.

## میشل فوکو
میشل فوکو در کتابش به نام تاریخ سکسوالیته، آنچه که خود، آن را «نظریه واپس‌رانی» می‌خواند را نه رد می‌کند و نه اثبات. به جای آن وی معتقد است که جنسیت به یک موضوع مهم برای مباحثه و تغییر آن به جهت ساخت جوامع بدل شده است. ایده نظریه واپس‌رانی از راه طبقه‌بندی جنسیت پدید آمد. با اینکه فوکو معتقد است جنسیت به شدت مهار شده است، وی این مهار را گونه‌ای ضرورت به حساب می‌آورد. به علاوه دانش روان‌پزشکی و پزشکی هم در این واپس‌رانی نقش داشته‌اند.
فوکو استدلال می‌کند که اعتراف به گناه در مسیحیت و همین‌طور فرایند روان‌درمانی، که به گونه‌ای این اعتراف به گناه را در خود نهان دارد، سبب برملا شدن حقیقت می‌شود. از آن‌جا که سازوکار سکس همواره مبهم بوده است، بشر قادر نبوده آن را به درستی به مشاهده بکشد. با وارد کردن سکس در مباحث علمی در قرن نوزدهم، بشر در واقع فرایند این اعتراف کردن را دگرگون کرد. این اعتراف کردن نه‌تنها آنچه که موضوعیت سکس قصد نهان‌سازی آن داشت را آشکار کرد، بلکه بشر را از آنچه خود مخفی می‌کرد آگاه ساخت. این آشکارسازی می‌بایست با زور صورت می‌گرفت به این سبب که چیزی قصد داشت که همچنان مخفی بماند. این رابطه حقیقی از نظر علمی دیدگاه‌های مرتبط با آنچه بدان اعتراف شده بود، که توانست این حقیقت را شبیه‌سازی، حفظ و اثبات کند را ثابت می‌کرد.

## میان کشورها
اکنون در بیش‌تر کشورها دیدگاهی آزادی‌خواهانه‌تر نسبت به مسائل جنسی شکل گرفته اما هنوز در برخی کشورها این آزادی‌خواهی کم‌تر به چشم می‌خورد.

### چین
برپایه آموزه‌های مائو تسه‌تونگ سکس به منظور تولید نسل تشویق می‌شد. اما سیاست‌مدران پس از وی سیاست تک‌فرزندی را در پیش گرفتند. در کشوری که خداناباوری رواج دارد، واپس‌رانی تمایلات جنسی نمی‌تواند از راه دین به مردم تحمیل شود؛ بلکه این کار را از راه انگیزه‌های وطن‌پرستانه صورت می‌دهند.